# Портрет Афанасия Ивановича Красовского
«Портрет Афанасия Ивановича Красовского» — картина Джорджа Доу и его мастерской, из Военной галереи Зимнего дворца.
Картина представляет собой погрудный портрет генерал-майора Афанасия Ивановича Красовского из состава Военной галереи Зимнего дворца.
К началу Отечественной войны 1812 года полковник Красовский командовал 14-м егерским полком, отличился при штурме Борисова и в сражении на Березине, в бою под Молодечно был ранен. Во время Заграничных походов 1813 и 1814 годов также находился во многих важных сражениях в Пруссии и Саксонии, за отличие в Битве народов под Лейпцигом был произведён в генерал-майоры. В кампании 1814 года во Франции отличился в сражениях при Краоне и Лаоне, а также при взятии Парижа.
Изображён в генеральском мундире, введённом для пехотных генералов 7 мая 1817 года, на плечи наброшена шинель. Слева на груди звезда ордена Св. Анны 1-й степени (сам Красовский имел этот орден с алмазными знаками, пожалованными ему в 1814 году, однако на портрете невозможно определить, присутствуют они или нет); на шее кресты ордена Св. Георгия 3-го класса, прусского ордена Красного орла 2-й степени и ордена Св. Владимира 3-й степени; справа на груди серебряная медаль «В память Отечественной войны 1812 года» на Андреевской ленте. С тыльной стороны картины надпись: Krassofsky. Подпись на раме: А. И. Красовскiй 1й, Генералъ Маiоръ.
7 августа 1820 года Комитетом Главного штаба по аттестации Красовский был включён в список «генералов, заслуживающих быть написанными в галерею» и 19 мая 1822 года император Александр I приказал написать его портрет. Сам Красовский в это числился состоящим по армии без должности и постоянно проживал в своём имении под Харьковом. 15 августа 1822 года он писал в Инспекторский департамент Военного министерства: «лестное соизволение Его Императорского Величества на списание моего портрета живописцем Довом постараюсь исполнить, как скоро состояние моего здоровья позволит мне прибыть в Санкт-Петербург». Вероятно, в начале 1823 года он прибыл в столицу для представления по случаю предстоящего назначения его на должность начальника штаба 4-го пехотного корпуса, после чего, возможно, и состоялась его встреча с художником. Гонорар Доу был выплачен 13 марта 1823 года. Готовый портрет поступил в Эрмитаж 7 сентября 1825 года.